# 설하윤
설하윤(薛賀尹, 1992년 7월 16일 ~ )은 대한민국의 여성 트로트 가수이다.

## 개요
아이돌 연습생만 12년을 넘게 했으나 대중의 스폿트라이트를 받지 못했다. 트로트 가수로 전향한 뒤 가창력을 인정받아 트로트 가수 뿐만 아니라 배우, 잡지모델, MC 등 활발하게 활동하고 있다. 춤 실력도 뛰어나고, 훤칠한 키 만큼이나 사랑스럽고 아름다운 미모를 자랑한다. 일명 '트로트계의 설현'으로 손색이 없는 설하윤의 애교 섞인 표정과 웃음, 성숙미가 엿보이는 몸매는 남심여심을 모두 저격한다. 군부대 위문공연에서 군장병들의 폭발적인 인기를 얻어 '트로트계 군통령(군인들의 대통령)'이란 별칭을 얻었다.  행사의 여왕'이란 별칭도 있는데 군부대 행사를 월14회 많게는 40~50회를 다녔다고 한다. 〈초혼〉을 인생곡이라고 할 정도로 "젊은 트로트 가수들의 길을 열어준 가수 장윤정이 롤모델"이며, "전국 팔도를 다니며 오래오래 노래하는게 꿈"이라고 한다.

## 생애
설하윤은 1992년 7월 16일 경기도 성남시 분당구에서 무남독녀 외동딸로 태어났다. 3살 때부터 조부모 손에서 자라며, 재롱을 부리고 〈행복한 나를〉(김예림)을 부르며 끼를 주체할 수가 없었다고 한다. 초등학교 5학년 때 친척 결혼식에서 축가로 영화 〈타이타닉〉의 주제곡을 부른 뒤 가수의 꿈을 가졌다고 한다. 초등학교 6학년 때 가수가 되기로 결심하고 오디션을 보러다녔다. 가수가 되는 길은 평탄치 못했는데, 숱하게 떨어지고, 합격해서 걸그룹을 준비를 하다보면 갑자기 무산되거나 프로젝트가 엎어지고 회사가 망하기도 했다. 그런 횟수가 20~30회 정도다. 열심히 공부했지만, 대학 진학을 포기하고 가수의 길에 계속 도전했다. 그렇게 아이돌 연습생만 12년을 넘게 했으나 대중의 스폿트라이트를 받지 못했다.  마지막 걸그룹이 실패하고 1년이라는 긴 슬럼프에 빠졌다.  계약에 묶여 있으면서 PC방, 카페, 서빙, 백화점 등 여러 가지 아르바이트를 하며 가수의 꿈을 이어갔다. 2015년 모 방송국 오디션에 600:1의 경쟁률을 뚫고 합격했고, 방송이 이슈가 되어 트로트 가수로 데뷔했다.  데뷔 후 2020년 '트롯 전국체전'을 계기로 활발한 활동을 이어가고 있다.

## 데뷔
2015년 12월 엠넷(M.net) '너의 목소리가 보여 - 조성모'편에 '불멸의 연습생 S양'이란 이름으로 출연해 주목 받았다.  '너목보' 방송 출연 당시 많은 사람들의 궁금증을 자아낸 설하윤은 태연의 〈들리나요〉를 불러 뛰어난 외모와 가창력을 검증 받았으며 박현빈 〈곤드레 만드레〉의 히트작곡가 이승한의 프로듀싱으로 주목을 받았다.  방송 후 수많은 러브콜 중 지금의 소속사 TSM엔터테이먼트(대표 강인석)를 만나 이미자의 〈섬마을 선생님〉, 심수봉의 〈미워요〉, 이용의 〈잊혀진 계절〉로 1년간 연습하며 데뷔를 준비했다.  2016년 9월 27일 싱글앨범 《신고할꺼야》로 데뷔했다.

## 앨범

### 싱글
- 2016.09.27. 첫번째 싱글 《신고할꺼야》 수록곡 〈신고할꺼야〉(장르:트로트, 작사:임경민/이승한, 작곡:이승한, 편곡:이승한), 〈볼매볼매〉(장르:트로트, 작사:임경민/이승한, 작곡:이승한, 편곡:이승한)[10][11]
- 2017.04.04. 두번째 싱글 《남자는 여자를 귀찮게 해》 수록곡 〈남자는 여자를 귀찮게 해〉(장르:트로트, 작사:양인자, 작곡:김희갑, 편곡:김선규/김종천), 〈내 님〉(장르:트로트, 작사/작곡/편곡:강길성/권순혁), 〈남자는 여자를 귀찮게 해 (Acoustic Ver.)〉(장르:트로트, 작사:양인자, 작곡:김희갑, 편곡:김선규/김종천), (발매사:(주)뮤직앤뉴, 기획사:TSM엔터테인먼트)
- 2017.09.01. 세번째 싱글 《콕콕콕》 수록곡 〈콕콕콕〉(장르:트로트, 작사:온누리, 작곡:박현진, 편곡:김정묵), (발매사:(주)뮤직앤뉴, 기획사:TSM엔터테인먼트)
- 2018.03.20. 네번째 싱글 《눌러주세요》 수록곡 〈눌러주세요〉(장르:트로트, 작사:조영수, 작곡:조영수, 편곡:이유진), 〈따라줘〉(장르:트로트, 작사/작곡:불타는 고구마, 편곡:김호현), (발매사:(주)뮤직앤뉴, 기획사:TSM엔터테인먼트)
- 2019.03.19. 다섯번째 싱글 《사각사각》 수록곡 〈사각사각〉(장르:발라드, 작사/작곡/편곡:김종천, 발매사:(주)오감엔터테인먼트, 기획사:TSM엔터테인먼트)
- 2022.04.20. 여섯번째 싱글 《살아가누나》 수록곡 〈살아가누나〉(장르:발라드, 작사:권순혁/정식, 작곡:권순혁/정식/김태규, 편곡:권순혁, 발매사:(주)오감엔터테인먼트, 기획사:주식회사 TSM엔터테인먼트), 〈바람꽃〉(장르:발라드, 작사:양원혁/강인석, 작곡/편곡:권순혁, 발매사:(주)오감엔터테인먼트, 기획사:주식회사 TSM엔터테인먼트)
- 2022.06.07. 일곱번째 싱글 《속담파티》 수록곡 〈속담파티〉(장르:트로트, 작사:류선우, 작곡:류선우/장승연, 편곡:장승연, 발매사:(주)오감엔터테인먼트, 기획사:주식회사 TSM엔터테인먼트)
- 2023.08.01. 여덟번째 싱글 《코파카바나 (Copacabana)》,설하윤 & 조항조, 수록곡 〈코파카바나 (Copacabana) (Original Version)〉, 〈코파카바나 (Copacabana) (Ferry Remix)〉, 〈코파카바나 (Copacabana) (MUSHROOM Remix)〉(장르: 댄스트로트), 〈코파카바나 (Copacabana) (DJseon Remix)〉(장르: 댄스트로트/EDM, 작사: 장연선/조항조, 작곡: 송광호/김철인, 편곡: DJ처리/ORENTAL FUNK/DJ Ferry/MUSHROOM/DJseon, 발매사: 오감엔터테인먼트, 기획사: D&T ENT/우리기획)
- 2024.04.26. 아홉번째 싱글 《설렌다 굿싱》 수록곡 〈설렌다 굿싱〉, 〈설렌다 굿싱 (DJ Seon Remix)〉, 〈설렌다 굿싱 (Ferry Remix)〉(장르: 트로트/EDM, 작사: 장연선, 작곡: 송광호/김철인, 편곡: DJ Ferry/DJseon/DJ처리, 발매사: 오감엔터테인먼트, 기획사: 티에스엠엔터테인먼트)

### EP
- 2018.04.18. EP 《축하송》 수록곡 〈축하송 (Duet Ver.)〉 Kj김민수 & 설하윤 (장르:재즈, 작사:Kj김민수, 작곡:조단비, 편곡:김지환/이진실), 〈축하송 (Woman Solo Ver.)〉 설하윤 (장르:재즈, 작사:Kj김민수, 작곡:조단비, 편곡:김지환/이진실), (발매사:(주)오감엔터테인먼트, 기획사:(주)오랜지픽쳐스)

### OST
- 2019.05.06. 금영 웹드라마 《으라차차 와이키키 2 OST Part.7》 수록곡 〈Forever More〉(장르:드라마/발라드, 작사/작곡:한준/박세준, 편곡:한길/D&T, 발매사:워너뮤직, 기획사:JTBC콘텐트허브)
- 2019.07.21. 《세상에서 제일 예쁜 내 딸 (KBS 2TV 주말드라마) OST - Part.9》 수록곡 〈내 인생의 봄처럼 꽃은 핀다〉(장르:드라마/발라드, 작사:강태규, 작곡/편곡:정우식, 편곡:한길/D&T, 발매사:NHN벅스, 기획사:KG Company/모스트콘텐츠)
- 2019.11.07. 컴필레이션 《세상에서 제일 예쁜 내 딸 (KBS 2TV 주말드라마) OST - Part.9》 수록곡 〈내 인생의 봄처럼 꽃은 핀다〉(장르:드라마/발라드, 작사:강태규, 작곡/편곡:정우식, 편곡:한길/D&T, 발매사:NHN벅스, 기획사:KG Company/모스트콘텐츠)
- 2020.09.24. 금영 웹드라마 《내 일은 트롯 OST》 수록곡 〈사랑의 신호등〉(장르:드라마/트로트, 작사/작곡:요술램프, 편곡:진실이, 발매사:(주)다날엔터테인먼트, 기획사:SG MADE)[12]

### 컴필레이션
- 2018.06.07. 정규 《2018 축구국가대표팀 응원앨범 'We, the Reds'》 수록곡 〈사랑해 한국〉, (장르:댄스, 발매사: 지니뮤직, 기획사: (주)롤링컬쳐원)
- 2020.03.19. 컴필레이션(옴니버스) 《[나는 트로트 가수다] Part7》 수록곡 〈꽃〉 (장르:트로트, 발매사:카카오엔터테인먼트, 기획사:엠비씨플러스)
- 2020.03.26. 컴필레이션(옴니버스) 《[나는 트로트 가수다] Part8》 수록곡 〈찰랑찰랑〉 (장르:트로트, 발매사:카카오엔터테인먼트, 기획사:엠비씨플러스)
- 2020.04.02. 컴필레이션(옴니버스) 《[나는 트로트 가수다] Part9》 수록곡 〈낭랑 18세〉 (장르:트로트, 발매사:카카오엔터테인먼트, 기획사:엠비씨플러스)
- 2020.04.02. 컴필레이션(옴니버스) 《[나는 트로트 가수다] Part10》 수록곡 〈신사동 그 사람〉 (장르:트로트, 발매사:카카오엔터테인먼트, 기획사:엠비씨플러스)
- 2020.04.23. 컴필레이션(옴니버스) 《[나는 트로트 가수다] Part12》 수록곡 〈눌러주세요〉 (장르:트로트, 발매사:카카오엔터테인먼트, 기획사:엠비씨플러스)
- 2020.12.13. 컴필레이션(옴니버스) 《트롯 전국체전 Part.2》수록곡 〈수은등〉 (장르: 트로트, 작사:유수태, 작곡:김호남, 편곡:장지원, 발매사:카카오엔터테인먼트, 기획사:포켓돌 스튜디오)
- 2020.12.27. 컴필레이션(옴니버스) 《트롯 전국체전 Part.4》수록곡 〈오늘밤에〉+〈카스바의 여인〉 (장르: 트로트, 편곡:장지원, 발매사:카카오엔터테인먼트, 기획사:포켓돌 스튜디오)
- 2021.01.31. 컴필레이션(옴니버스) 《트롯 전국체전 Part.8》 수록곡 〈봄날은 간다〉 서글픈 사이(설하윤&재하) (장르: 트로트, 편곡:장지원, 발매사:카카오엔터테인먼트, 기획사:포켓돌 스튜디오)
- 2021.03.27. 컴필레이션(옴니버스) 《불후의 명곡 - 트롯 전국체전 리벤지 특집 2부》 수록곡 〈제3 한강교〉 (장르: 트로트, 작사/작곡:길옥윤, 편곡:최영호(핸섬피플), 발매사:카카오엔터테인먼트, 기획사:한국방송공사)
- 2021.04.17. 컴필레이션(옴니버스) 《불후의 명곡 - 트롯 전국체전 코치 선수 대항전 1부》 수록곡 〈배반의 장미〉 (장르: 트로트, 작사/작곡:주영훈, 편곡:최영호(핸섬피플), 발매사:카카오엔터테인먼트, 기획사:한국방송공사)
- 2021.08.14. 컴필레이션(옴니버스) 《불후의 명곡 - 가요계 절친 김용임&한혜진 편》 수록곡 〈사랑의 밧줄〉 (장르: 트로트, 발매사:카카오엔터테인먼트, 기획사:한국방송공사)

## 연예활동
- 2016년 9월 27일 정오 싱글앨범 《신고할꺼야》를 발매하며 데뷔와 동시에 본격적인 활동에 돌입했다.[13]

- 2016년 12월 7일 6군단 및 지역주민 위문공연에서 신나는 리듬의 세미 트로트부터 심금을 울리는 애절한 노래, 섹시함을 보여주는 무대까지 설하윤의 무대는 군장병과 지역주민 모두의 마음을 사로잡기에 충분했다. 특히 여타 아이돌과 견주어도 손색없는 설하윤의 비주얼과 댄스 실력, 탁월한 가창력은 모두가 함께 즐길 수 있는 시간을 만들어 냈다는 후문이다.[14]

- 2017년 11월 4일 KBS 2TV '아이돌 리부팅 프로젝트 《THE UNI+》' 4회에 참가해 '트로트의 별이 되고싶은 설하윤'이라며 행사용 멘트로 시선을 끌며 등장했다. AOA의 〈심쿵해〉를 화려한 퍼포먼스와 립싱크로 무대를 마쳤는데, 립싱크가 선배군단을 실망시켰다. 트로트 가수는 퍼포먼스를 못할 것이란 편견을 깨고자 퍼포먼스 위주로 무대를 준비했다. 무대를 마친 후 라이브로 어반자카파의 〈널 사랑하지 않아 (조현아 Ver.)〉를 호소력 있게 불러 선배군단의 마음을 사로잡았다. 이에 ALL BOOT(6개)를 받으며 THE UNI+에 합류했다. 선배 조현아는 "노래실력도 출중하고 무대에서 보여주는 표정 등이 좋았다."고 평했다.

- 2017년 11월 18일 KBS 2TV '아이돌 리부팅 프로젝트 《THE UNI+》' 7회 첫번째 미션인 제작비 5억 '뮤직비디오의 주인공이 되어라!'에서 각자의 개성이 강한 9명으로 이뤄진 '주황' 유닛으로 참가했다. 3일 동안 합숙하며 타이틀곡 〈마이턴〉, 여자곡 〈SHINE〉, 남자곡 〈빛〉을 완성하는 미션이다. 〈마이턴〉 미션에서 '주황' 유닛은 중간 점검에서 안무와 보컬에서 불안함을 보였으나 실제 무대에선 큰 실수 없이 무대를 마쳤다. 최종 7위를 했다.

- 2017년 11월 25일 KBS 2TV '아이돌 리부팅 프로젝트 《THE UNI+》' 9~10회 두번째 미션 'RESTART'에 9명으로 구성된 UNI+ G의 WHITE(하양) 유닛(권하서, 보미, 설하윤, 세미, 여은, 제이니, 채원, 킴, 해인)으로 맨발로 무대에 올라 씨스타의 〈Give it to me〉를 불렀다. 설하윤은 씨스타 추가멤버 오디션에 지원했었고, 연습생 때는 〈Give it to me〉만 부르며 연습했다고 한다.  설하윤은 하양 유닛 내에서 균형잡힌 보컬과 안무를 펼쳐 208점으로 2위를 했다. UNIT+ G에서 하양 유닛은 파워풀한 가창력을 보이며 3위를 하였다.

- 2017년 12월 9일 KBS 2TV '아이돌 리부팅 프로젝트 《THE UNI+》' 13~14회 세번째 미션 '셀프 프로듀싱' 및 포지션 배틀에 참가했다.  보컬 포지션 배틀에서 이선희의 〈인연〉을 불렀으나 방송되지 않았다.

- 2017년 12월 23일 KBS 2TV '아이돌 리부팅 프로젝트 《THE UNI+》' 17~18회 세번째 미션 '라이벌 대격돌! 셀프 프로듀싱 경연'에 9명으로 구성된 초록(그린 라이트) 유닛(설하윤, 예빈, 가을, 유정/라붐, 앤씨아, 해나, 은이, 럭키, 강민희)으로 참가했다. 셀프 프로듀싱 대결인 만큼 선곡, 편곡, 안무, 의상 등 모든 것을 직접 기획한다.  설하윤은 연습 중에 과도한 압박감으로 쓰러져 병원으로 긴급 후송됐다. 초록 유닛은 빅뱅의 〈Last dance〉를 선곡해 흰색 세미 드레스 스타일의 의상과 눈꽃이 핀 하얀나무 세트를 배경으로 하고, 흰색 벤치에 앉아거 서서 무대에 올라 안무는 없이 보컬에 집중해 경연을 펼쳤다. 무대가 끝나자 대기실에서는 감동적인 무대에 박수 갈채가 이어졌다. 노랑(1등 각 Bamm) 유닛과의 보컬 대결에서 6개의 부트를 받았다.

- 〈MC〉 : 설하윤은 2017년 '대전 견우직녀축제' '장생포 고래축제' '비키니코리아&낙산비치페스티벌' '광주 충장축제' 등에서 MC로 활약한 바 있다. 2017년 '천안 흥타령춤축제'에서 방송인 김승현과 함께 MC로 무대에 올랐으며 '횡성 한우축제'에서도 자연스러운 진행솜씨를 뽐냈다.  '횡성 한우축제'에서는 가수 백지영과 김경호 등 실력파 보컬리스트들 사이에서 독보적인 무대매너로 1만여명 관객들의 매료시키기도 했다. '2018 강릉 피날레’에서 설하윤은 신곡 '눌러주세요(RING MY HEART)' 무대 이외에 MC로 능숙한 진행을 선보여 8000여 관객들의 시선을 사로잡았다.[15]

- 잡지 《맥심》표지모델 : 2018년, 2019년 연속 2회나 표지모델로 선정되어 잡지가 완판되는 진기록을 세웠다. 평소 운동을 통한 몸매관리를 한다.

- 유튜브 《설하윤》 : 2020년 2월 19일 첫 콘텐츠를 업로드 후 잠시 운영이 중단됐다가 2022년 2월 17일부터 다시 뮤직비디오나 커버송을 업로드를 하고 있다. 구독자는 2023년 3월 20일 현재 1,260명이다.

- 카카오톡 음악방송 : 2021년 카카오톡을 기반으로 음악방송을 했다.

- 2020년 12월 5일 KBS 2TV '트롯 전국체전' 1회 1라운드 '미스터리 지역선수 선발전' 방영분의 마지막 경연자로 나서고 인사를 하고 바로 1회가 종료되었다.  근데 마지막에 서울 지역 감독 주현미가 혹평을 하고 설하윤이 눈물을 흘리는 장면이 살짝 방영되었는데 이 때문에 시청자들의 궁금중을 증폭시켜 '설하윤'이 실시간 검색어 3위에 오르기도 했다.[16]

- 2020년 12월 12일 KBS 2TV '트롯 전국체전' 2회 1라운드 '미스터리 지역선수 선발전'에 출연해 '트로트 여신'이란 수식어를 달고 김연자의 〈수은등〉을 선곡해 간드러진 음색의 매력을 발산했다.[17] 한지민 닮은꼴이자 ‘군통령’으로 이미 유명한 설하윤이 무대 등장하자 임하룡은 “설하윤은 방송에도 많이 나오고 얼굴도 예쁘고 해서 인지도가 높은 가수인데 특별하게 출전한 이유가 있냐”라고 물어봤다.  이에 설하윤은 “사실 지금 어려운 시기지 않나. 정말 무대가 없어서 나왔다. 호응이 너무 그립다. 외모와 달리 설하윤 진정성 있는 노래를 잘한다는 이야기를 듣고 싶다”라고 말했다.[18]  이날 수줍게 무대에 오른 설하윤은 감칠맛 나는 음색과 다채로운 표정, 눈부신 비주얼을 뽐냈다.  그녀의 무대에 글로벌 감독 김연자는 “100점 만점이다. 설하윤의 스타일로 불렀다”고 칭찬했다.[19] 주현미는 “중간에 갑자기 톤이 바뀌니깐 저는 감정이 확 끊어져버렸다.  내 감정을 하나로 끌어가지 못했다”고 아쉬워했다.[20]  7개의 별을 받아 후보선수가 된 설하윤은 희망 지역으로 서울을 꼽았고, 이에 주현미는 “딱 기다려”라며 기대감을 남겨놓았다. 대기실에 있는 동안 다른 참가자의 무대에 흥겨운 리액션을 취하며 시종일관 밝은 에너지를 뿜어냈다.

- 2020년 12월 26일 KBS 2TV '트롯 전국체전' 4회에 2라운드 '지역별 팀 대결' 2차대결에 '서울클라쓰' 팀(설하윤/차수빈)으로 참가해 홍진영의 〈오늘 밤에〉로 무대를 시작한 '서울클라쓰'는 윤희상의 〈카스바의 여인〉으로 물 흐르듯 이어지는 이색적인 편곡과 선남선녀 비주얼을 뽐내며 완벽한 보이스 케미도 선물했다. 특히 서울클라쓰는 비장의 무기로 커플 댄스 타임을 펼쳤고, 두 사람의 도발적인 퍼포먼스 속 매혹적인 분위기는 ‘트롯 전국체전’을 화끈하게 물들였다.[21]  한 편의 뮤지컬을 보는 듯한 무대를 선물한 '서울클라쓰'의 무대에 대해 충청 감독 조항조는 “설하윤이 정말 잘한다.  물건이다”라고 칭찬을 아끼지 않았다.[22] 트로트 여신'다운 미모와 섹시한 비쥬얼로 후끈한 무대를 선보였지만, 제주팀 '멘도롱보이스'에 근소한 차이로 패배했다.  서울, 제주가 무승부가 되자 승부르기에서 서울 주장 마이진이 제주 주장 최향에 패배하면서 서울팀은 제주에 패하게 되었다. 추가합격자에 포함되며 3라운드에 진출하였다.  무대를 본 시청자들은 26~27일 이틀간 '설하윤'에 대해 위키백과를 조회했는데 무려 4200회가 넘는 폭발적인 조회수를 기록했다. 실시간 검색어 1위를 하기도 했다.

- 2021년 1월 9일 KBS 2TV 《트롯 전국체전》 6회 3라운드 '1:1 데스 매치'에 출연하여 한혜진의 〈너는 내 남자〉를 선곡해 자신의 무기인 화려한 퍼포먼스를 더한 도발적인 무대를 펼쳤다.  MC 윤도현의 '매력적인 보이스로 듣는 이를 심쿰하게 만드는 그녀'로 소개되며 무대에 등장하였다.  무대가 시작 되자 전라 감독 남진은 '와 좋아, 잘한다', 글로벌 감독 김연자는 '잘하네'라고 감탄했다.  신유는 '야 저렇게 춤추면서 저렇게 쉽지 않아', 황치열은 '연습 진짜 많이 했나보다'라며 그녀의 화려한 무대에 감탄하였다.  심사평에서 제주 코치 주영훈은 '설하윤씨는 어떻게 그렇게 춤을 추면서 완벽하게 음정박자 틀림 없이 노래를 소화할 수 있는지.. 춤 추며 노래하는 후배들이 배워야한다. 완벽했다'며 극찬했다.  충청 감독 조항조는 '겁이 없어요. 무서운게 없는 친구에요. 뭘 갖다 놔도 자신만만하다.  둘다 보물같은 선수다'라고 평했다.  전국 6개 지역의 감독과 코치진, 응원단장의 투표 결과 14 대 4로 글로벌 지역 이시현에 패해 3 탈락했다.[23]  7회에서 3라운드가 끝나고 '추가합격자'로 선발돼 4라운드에 진출하였다.

- 2021년 1월 23일 KBS 2TV 《트롯 전국체전》 8회 4라운드 '지역 통합 〈듀엣 미션〉'에 글로벌 재하와 '서글픈 사이'라는 팀이 되어 백설희의 〈봄날은 간다〉를 선곡해 무대에 올랐다.  글로벌 지역 재하는 "설하윤과 하고 싶었다.  세미트로트의 느낌이 강하기 때문이다"고 밝혔다.[24]  연습 때부터 남다른 연상연하 커플 케미를 자랑하며 시청자의 설렘 지수를 높인 '서글픈 사이'는 안정적인 보컬과 고음처리로 소름을 유발하는가 하면, 보는 이의 가슴을 먹먹하게 하는 애절함까지 더해 모든 감독, 코치진의 감탄을 자아냈다.[25]  충청 감독 조항조는 심사평에서 “두 분을 붙여 놓으니 〈봄날은 간다〉가 이렇게 변하네요. 정말 훌륭한 가창력과 좋은 감정을 받아서 너무 행복했다”고 둘의 시너지에 극찬을 했다.  '서글픈 사이'는 1477점을 받아 ‘희용희용’(1382점)을 밀어내고 1위를 탈환했지만, 이어진 레전드 무대들에 결국 4위로 밀려났고, 투표 결과 16 대 2로 재하만이 준결승에 진출하고, 설하윤은 재하에게 진심 어린 축하를 전하며 탈락의 고배를 마셨다.[26]

## TV
| 연도 | 방송사       | 프로그램                                                 | 출연 (진행)                        | 비고                          |
| ---- | ------------ | -------------------------------------------------------- | ---------------------------------- | ----------------------------- |
| 2015 | 엠넷         | 너의 목소리가 보여                                       | 2015년 12월 31일                   | 불멸의 연습생! S양            |
| 2017 | MBC 에브리원 | 비디오스타                                               | 2017년 1월 17일                    |                               |
| 2017 | 채널A        | 도플갱어쇼 별을 닮은 그대                                | 2017년 2월 25일                    |                               |
| 2017 | tvN          | 수상한 가수                                              | 2017년 9월 1일                     | 별그대                        |
| 2017 | KBS2         | 아이돌 리부팅 프로젝트 더 유닛                           | 2017년 10월 28일 ~ 2018년 2월 10일 |                               |
| 2019 | MBC          | 미스터리 음악쇼 복면가왕 - 무지개 분수 위에 선~ 반포대교 | 2019년 3월 3일 ~ 2019년 3월 10일   |                               |
| 2019 | tvN          | 쇼! 오디오자키                                           | 2019년 3월 17일 ~ 2019년 6월 30일  |                               |
| 2019 | KBS2         | 달리는 노래방                                            | 2019년 9월 12일 ~ 2019년 9월 13일  |                               |
| 2020 | KBS2         | 개는 훌륭하다                                            | 2020년 1월 13일                    | 게스트                        |
| 2020 | MBC          | 라디오스타                                               | 2020년 2월 12일                    | "쨍하고 뽕뜰 날" 특집         |
| 2020 | MBC every1   | 나는 트로트 가수다                                       | 2020년 3월 18일 ~ 2020년 4월 8일   |                               |
| 2020 | Mnet         | 퀴즈와 음악사이                                          | 2020년 3월 31일 ~                  | 고정                          |
| 2020 | EBS1         | 세상에 나쁜 개는 없다                                    | 2020년 7월 17일                    | 반려견 솔루션 출연            |
| 2020 | SBS          | 정답누설 퀴즈쇼 오늘배송                                 | 2020년 8월 11일                    | 최종우승                      |
| 2020 | KBS1         | 우리말 겨루기                                            | 2020년 8월 31일                    |                               |
| 2020 | KBS2         | 연중라이브                                               | 2020년 9월 11일                    | 신미래, 요요미에 '싹소리'제안 |
| 2020 | MBC          | 기분좋은날                                               | 2020년 9월 17일                    |                               |
| 2021 | MBC          | 손현주의 간이역                                          | 2021년 8월 7일                     |                               |
| 2021 | TV조선       | 부캐전성시대                                             | 2021년 12월 19일~                  | 설스타                        |

- 2016.11.16. KBS 1TV 《아침마당》 전국이야기대회 - '내 말 좀 들어봐', 〈신고할꺼야〉
- 2017.07.01. TV조선 《음악의 전당》1회 게스트
- 2017. MBC every1 《비디오스타》 게스트
- 2018.02.03. 《전국 노래자랑》 초대가수
- 2020.05.26. MBC every1 《비디오스타》 '2020 전국 노래 잘함' 특집 〈2020 대국민 면역 쑥쑥 흥 축제~〉(온라인 트로트 콘서트) - 게스트 일일 트로트 걸그룹 미스T(황인선, 설하윤, 요요미), 미스터T(황윤성, 이대원, 강태관, 김경민)
- 2020.07.09. 국방TV 《위문열차》'랜선콘서트' - 초대가수 〈눌러주세요〉, 〈아모르 파티〉, 〈닐리리 맘보〉(설하윤&요요미)
- 2020.07.31. 여수MBC 《오 마이 싱어》 58회 김용임, 설하윤 편
- 2021.03.28. KBS 1TV 《TV쇼 진품명품》 1268회 게스트
- 2021.04.16. KBS 2TV 《유희열의 스케치북》 537회, 〈찾지 않을게〉 박예슬X신미래X설하윤
- 2021.05.13. KBS 2TV 《굿모닝 대한민국 라이브》 221회 [노래는 인생을 싣고] 가수 설하윤, 〈남자는 여자를 귀찮게 해〉, 〈눌러주세요〉
- 2021.08.30. kbc 광주방송 《마이로컬 TV》 '순천 조곡동 랜선투어 설하윤 TV'
- 2021.11.24. 우리동네 Btv 《힐링산장 시즌2》 7회 게스트
- 2021.12.01. 우리동네 Btv 《힐링산장 시즌2》 8회 게스트, 〈초혼〉,〈아모르 파티〉,〈환희〉나태주X신미래X설하윤
- 2022.03.08. MBC충북 《생활력(생방송 활기찬 저녁)》 '활기찬 라이브 송', 〈눌러주세요〉,〈들리나요〉(태연),〈초혼〉(장윤정)
- 2023.04.08. HCN 《조영구의 현장가요》 반포한강공원,〈속담파티〉
- 2023.04.30. KBS 1TV 《TV쇼 진품명품》1372회 게스트
- 2024. 8. 5. ~ MBN 《생생정보마당》 고정패널
- 2024. 8. 26. ~ 마운틴TV 《장수가 8체질》 고정멤버

#### SBS F!L,MTV 〈더 트롯쇼(The 트롯SHOW)〉
- 2021.08.09. SBS F!L, MTV 《더 트롯쇼(The 트롯SHOW)》 19회 '믿.듣.차.트', 〈눌러주세요〉
- 2021.10.18. SBS F!L, MTV 《더 트롯쇼(THE 트롯SHOW)》 31회 'The 트롯 고고 Sing', 〈눌러주세요〉
- 2022.03.21. SBS F!L, MTV 《더 트롯쇼(THE 트롯SHOW)》 42회 '명곡트롯', 〈눌러주세요〉
- 2022.04.04. SBS F!L, MTV 《더 트롯쇼(THE 트롯SHOW)》 44회 '신곡 맛집, 이 곡 어때?', 〈살아가누나〉
- 2022.04.11. SBS F!L, MTV 《더 트롯쇼(THE 트롯SHOW)》 45회, 〈눌러주세요〉
- 2022.05.16. SBS F!L, MTV 《더 트롯쇼(The 트롯SHOW)》 50회, 48위 〈살아가누나〉
- 2022.06.07. SBS MTV 《더 쇼(THE SHOW)》 299회, 〈속담파티〉
- 2022.07.11. SBS F!L, MTV 《더 트롯쇼(The 트롯SHOW)》 55회 '신곡 맛집, 이 곡 어때?', 31위〈속담파티〉
- 2022.11.21. SBS F!L, MTV 《더 트롯쇼(THE 트롯SHOW)》 66회 '금산 특집 1부', 〈속담파티〉,〈눌러주세요〉
- 2023.07.31. SBS F!L, MTV 《더 트롯쇼(THE 트롯SHOW)》 93회,〈바람꽃〉
- 2023.08.07. SBS F!L, MTV 《더 트롯쇼(THE 트롯SHOW)》 94회,〈바람꽃〉
- 2023.09.11. SBS F!L, MTV 《더 트롯쇼(THE 트롯SHOW)》 96회,〈아저씨NO.1〉설하윤x조항조

#### KBS 2TV 〈트롯 전국체전〉
- 2020.12.05. KBS 2TV 《트롯 전국체전》 1회 개막행사
- 2020.12.12. KBS 2TV 《트롯 전국체전》 2회 1라운드 '미스터리 지역선수 선발전', 〈수은등〉(김연자), 7스타, 후보선수, 추가선발 2라운드 진출
- 2020.12.26. KBS 2TV 《트롯 전국체전》 4회 2라운드 '지역별 팀 대결', 서울 지역, 3라운드 진출, 서울클라쓰 팀(설하윤/차수빈), 선곡 〈오늘 밤에〉(홍진영) + 〈카스바의 여인〉(윤희상)
- 2021.01.09. KBS 2TV 《트롯 전국체전》 6회 3라운드 '1:1 데스 매치', 서울 지역, 〈너는 내 남자〉(한혜진), 글로벌 이시현과 대결, 14:4로 패배 탈락
- 2021.01.16. KBS 2TV 《트롯 전국체전》 7회 3라운드 '1:1 데스 매치', 서울 지역, 추가합격자, 4라운드 진출
- 2021.01.23. KBS 2TV 《트롯 전국체전》 8회 4라운드 '지역 통합 〈듀엣 미션〉', 〈서글픈 사이〉팀(재하, 설하윤), 〈봄날은 간다〉(백설희), 1477점, 준결승 진출 실패

#### KBS 2TV 〈트롯 매직유랑단〉
- 2021.04.07. KBS 2TV 《트롯 매직유랑단》 2회 〈자기야〉
- 2021.04.14. KBS 2TV 《트롯 매직유랑단》 3회, 〈남자는 여자를 귀찮게 해〉(문주란)
- 2021.04.21. KBS 2TV 《트롯 매직유랑단》 4회, 〈우연희〉
- 2021.06.02. KBS 2TV 《트롯 매직유랑단》 10회 〈돌리도〉
- 2021.07.24. KBS 2TV 《트롯 매직유랑단》 17회(최종회) '졸업식', 〈눌러주세요〉

#### KBS 2TV 〈불후의 명곡〉
- 2021.03.20. KBS 2TV 《불후의 명곡2 - 전설을 노래하다》 '트롯 전국체전 리벤지 특집 I'
- 2021.03.27. KBS 2TV 《불후의 명곡2 - 전설을 노래하다》 '트롯 전국체전 리벤지 특집 II', 〈제3한강교〉(혜은이)
- 2021.04.17. KBS 2TV 《불후의 명곡2 - 전설을 노래하다》 ' 트롯 전국체전 코치 선수 대항전 1부', 〈배반의 장미〉(엄정화)
- 2021.08.22. KBS 2TV 《불후의 명곡2 - 전설을 노래하다》 518회 '가요계 절친 김용임&한혜진 편', 〈사랑의 밧줄〉

#### CJB 〈쇼! 뮤직파워〉
- 2018.08.17. CJB 청주방송 《쇼! 뮤직파워》 (청주 북부시장) 초대가수 〈눌러주세요〉,〈당신이 좋아〉(장민호와 함께)
- 2018.11.18. CJB 청주방송 《쇼! 뮤직파워》 (청주 성안길) 초대가수 〈아모르파티〉(군조와 함께)
- 2019.11.02. CJB 청주방송 《쇼! 뮤직파워》 (청주 서문시장) 초대가수 〈눌러주세요〉,〈초혼〉

#### MBC 〈가요베스트〉
- 2017.09.23. MBC 《가요베스트》 549회 울산2부 - 초대가수 〈남자는 여자를 귀찬게 해〉
- 2017.10.14. MBC 《가요베스트》 552회 천안1부 - 초대가수 〈콕콕콕〉
- 2018.01.20. MBC 《가요베스트》 562회 평창2부 - 초대가수 〈콕콕콕〉
- 2018.04.21. MBC 《가요베스트》 577회 삼척2부 - 초대가수 〈남자는 여자를 귀찬게 해〉
- 2018.07.09. MBC 《가요베스트》 586회 아산2부 - 초대가수 〈눌러주세요〉
- 2018.08.12. MBC 《가요베스트》 593회 담양1부 - 초대가수 〈눌러주세요〉
- 2018.09.10. MBC 《가요베스트》 597회 강릉2부 - 초대가수 〈눌러주세요〉
- 2018.11.02. MBC 《가요베스트》 603회 영광1부 - 초대가수 〈눌러주세요〉
- 2018.12.28. MBC 《가요베스트 대제전》2부 - 신인상 〈눌러주세요〉
- 2019.01.04. MBC 《가요베스트》 611회 목포1부 - 초대가수 〈눌러주세요〉
- 2019.03.04. MBC 《가요베스트》 621회 영암1부 - 초대가수 〈눌러주세요〉
- 2019.05.01. MBC 《가요베스트》 629회 삼척1부 - 초대가수 〈눌러주세요〉
- 2019.07.27. MBC 《가요베스트》 642회 양산2부 - 초대가수 〈눌러 주세요〉
- 2019.10.05. MBC 《가요베스트》 652회 진해 - 초대가수 〈눌러 주세요〉
- 2019.12.21. MBC 《가요베스트》 661회 부산 기장1부 - 초대가수 〈눌러주세요〉
- 2020.03.07. MBC 《가요베스트》 674회 영월1부 - 초대가수 〈눌러주세요〉
- 2020.04.05. MBC 《가요베스트》 기장1부 - 초대가수 〈눌러주세요〉

#### KBS 1TV 〈가요무대〉
- 2016.12.19. KBS 1TV 《가요무대》 초대가수 〈향수에 젖어서〉
- 2018.01.18. KBS 1TV 《가요무대》 초대가수 〈나는 열일곱 살〉
- 2019.04.15. KBS 1TV 《가요무대》 초대가수 〈서울의 아가씨〉
- 2019.08.19. KBS 1TV 《가요무대》 초대가수 〈남자는 여자를 귀찮게 해〉
- 2019.11.18. KBS 1TV 《가요무대》 초대가수 〈과수원 길〉
- 2020.01.06. KBS 1TV 《가요무대》 초대가수 〈인연〉
- 2020.03.09. KBS 1TV 《가요무대》 초대가수 〈아리랑 목동〉
- 2020.06.01. KBS 1TV 《가요무대》 초대가수 〈사랑밖엔 난 몰라〉
- 2020.07.13. KBS 1TV 《가요무대》 초대가수 〈향수에 젖어서〉
- 2021.02.01. KBS 1TV 《가요무대》 1687회, 〈사랑하는 마리아〉
- 2021.11.01. KBS 1TV 《가요무대》 1723회 '나의 노래', 〈눌러주세요〉
- 2021.12.13. KBS 1TV 《가요무대》 1729회 '가요산맥-탄생 100년', 〈샌프란시스코〉
- 2022.04.18. KBS 1TV 《가요무대》 1746회 '첫사랑', 〈노란 셔츠의 사나이〉(한명숙)
- 2023.04.17. KBS 1TV 《가요무대》 1795회 '설레는 계절', 〈내 이름은 소녀〉(조애희)
- 2023.07.10. KBS 1TV 《가요무대》 1807회 '행복한 마음',〈노래하며 춤추며〉(계은숙)

#### 〈전국 TOP 10 가요쇼〉
- 2017.04.08. UBC 《전국 TOP 10 가요쇼》 647회 초대가수
- 2017.08.05. UBC 《전국 TOP 10 가요쇼》 664회 초대가수 〈콕콕콕〉
- 2017.10.14. UBC 《전국 TOP 10 가요쇼》 674회 초대가수 〈콕콕콕〉
- 2018.02.06. UBC 《전국 TOP 10 가요쇼》 초대가수 〈콕콕콕〉
- 2021.11.27. G1방송 《전국 TOP 10 가요쇼》 873회 (철원 한탄강 주상절리길), 초대가수 〈눌러주세요〉,〈인연〉
- 2022.05.28. G1방송 《전국 TOP 10 가요쇼》 895회 (양구 백자박물관), 초대가수 〈눌러주세요〉,〈살아가누나〉

## 라디오
- 2021.08.19. KBS청주 2라디오 HappyFM 《이해수의 라디오스타》 '어쩌다 라이브(어라이브)', 게스트, 〈눌러주세요〉,〈내 인생의 봄처럼 꽃은 핀다〉,엔딩〈내님〉

## 드라마
- 2020.11.01.~11.08. 금영 웹드라마 《내 일은 트롯》주연[27]

## MC,DJ
- 2017년 《대전 견우직녀축제》 MC
- 2017년 《장생포 고래축제》 MC
- 2017년 《비키니코리아 & 낙산비치페스티벌》 MC
- 2017년 《광주 충장축제》 MC
- 2017년 《천안 흥타령춤축제》 MC (김승현과 함께)
- 2017년 《횡성 한우축제》 MC
- 2018.03.28. 강릉시민한마음 대축제 《2018 강릉 피날레》 MC[28]

## 공연
- 2016.11.30. 《MBN HERO 콘서트》 (잠실실내체육관)[29]
- 2017.10.26. 《2017 한-뉴(韓-NEW) 페스티벌 in 속초》 (강원도 속초시 청초호 유원지 일원)
- 2017.11.29. 《MBN HERO 콘서트》 (잠실실내체육관)
- 2018.01.27. ~ 01.28. 《I CON - 인제》 (인제 하늘내린센터 대공연장)
- 2018.08.01. ~ 08.02. 《케이스타 2018 코리아 뮤직 페스티벌》 (고척스카이돔)
- 2018.11.04. 《2018 제주 한류페스티벌》 (제주종합경기장주경기장)
- 2018.11.23. 《MBN 히어로 콘서트》 (잠실실내체육관)
- 2019.10.12. 《중소기업 근로자와 함께하는 IBK기업은행 참좋은콘서트 - 안산》 (안산 와 스타디움)
- 2021.04.09. 《2021년 정읍사예술회관 우수작 초청공연 "좋은날 콘서트"》 (정읍사예술회관)
- 2022.06.11. 《“Stand Up 대한민국” 희망콘서트 in 진주》 (경남문화예술회관 대공연장)[30]

## 인터넷 방송
- 2021.05.14. 웹예능 《마을 전썰》
- 2021.09.02. 트롯869 《트롯 라이브》 EP.08, 〈남자는 여자를 귀찮게 해〉,〈초혼〉,〈눌러주세요〉,〈아모르파티〉

## 행사
- 2016.11.22. 육군 6사단 위문공연 - 초대가수
- 2016.12.07. 6군단 군부대 위문공연(포천종합운동장 실내체육관) - 초대가수 〈신고할꺼야〉,〈초혼〉,〈스탑(stop)〉
- 2018.03.28. 강릉시민한마음 대축제 《2018 강릉 피날레》MC, 초대가수 〈눌러주세요〉
- 2018.10.05. 《2018 청원생명축제》 '개막축하음악회' 초대가수 〈눌러주세요〉
- 2019.09.03. MBC충북 《충주세계무예마스터십&충주세계무술축제 성공기원 성공기원 MBC 콘서트》 초대가수, 〈초혼〉
- 2019.05.06. 문화가 흐르는 서울광장 효(孝) 콘서트 - 초대가수
- 2019.07.06. 철원평화이음토요콘서트 - 초대가수
- 2021.03.18. 쇼핑몰 《클레씨옴》 오픈행사
- 2021.05.07. 청주BBS 《2021 가족사랑 행복콘서트》 (청주예술의전당 대공연장)
- 2022.08.12. 인천 청라호수공원 나눔콘서트 - 초대가수
- 2022.08.18. 《제9회 예천 용궁순대축제》, MC, 초대가수 〈속담파티〉
- 2022.12.01. 실버아이TV 《가요세상》 - 초대가수 (2022.11.25 인천 계양문화회관 실제녹화)
- 2023.01.27. 헬로TV《헬로콘서트 좋은날》태백산 눈꽃축제 편,〈속담파티〉,〈살아가누나〉
- 2023.02.12. 《2023 충청권 통일실천대회 트로트 스타들과 함께하는 콘서트》초대가수〈인연〉,〈눌러주세요〉,〈아모르파티〉
- 2023.04.25. 《안동서부초등학교 동문체육대회》초대가수〈아모르파티〉
- 2023.04.30. 《제56회 단종문화제 축하공연》초대가수〈눌러주세요〉,〈바람꽃〉,〈아모르파티〉
- 2023.05.07. 《2023 순천만국제정원박람회 - 트로트 한마당》 초대가수 〈눌러주세요〉,〈살아가누나〉,〈속담파티〉,〈아모르파티〉,〈자기야〉

## 모델
- 2018년 잡지 '맥심' 3월호 표지모델[31]
- 2019년 잡지 '맥심' 10월호 표지모델[32]

## 경력 및 수상

### 경력
- 2018년 《대한민국 트로트 페스티벌》 홍보대사
- 2018.01.30. 《금영그룹》 홍보대사[33]
- 2021.04.20. ㈔가평문화관광협의회 《경기도공공기관유치추진위원회》 홍보대사

### 수상
- 2016년 동아닷컴's PICK 신인트로트상
- 2017 KT STAR AWARDS 핫스타유망주상
- 2018년 소리바다 어워즈 신한류 트로트 루키상
- 2018년 MBC 가요베스트 대제전(Trot award 2018, Korea) 신인상

## 뮤직차트

#### 가온 뮤직 차트 - BGM차트(주간)
| 년도   | 주차   | 구분   | 순위 | 곡명                           | 아티스트 | 앨범                                    |
| ------ | ------ | ------ | ---- | ------------------------------ | -------- | --------------------------------------- |
| 2022년 | 18주차 | (종합) | 64위 | 〈살아가누나〉                 | 설하윤   | 《살아가누나》                          |
| 2022년 | 17주차 | (종합) | 24위 | 〈살아가누나〉                 | 설하윤   | 《살아가누나》                          |
| 2022년 | 17주차 | (종합) | 81위 | 〈바람꽃〉                     | 설하윤   | 《살아가누나》                          |
| 2019년 | 39주차 | (종합) | 17위 | 〈내 인생의 봄처럼 꽃은 핀다〉 | 설하윤   | 《세상에서 제일 예쁜 내 딸 OST Part.9》 |
| 2019년 | 38주차 | (종합) | 14위 | 〈내 인생의 봄처럼 꽃은 핀다〉 | 설하윤   | 《세상에서 제일 예쁜 내 딸 OST Part.9》 |
| 2019년 | 37주차 | (종합) | 14위 | 〈내 인생의 봄처럼 꽃은 핀다〉 | 설하윤   | 《세상에서 제일 예쁜 내 딸 OST Part.9》 |
| 2019년 | 36주차 | (종합) | 59위 | 〈내 인생의 봄처럼 꽃은 핀다〉 | 설하윤   | 《세상에서 제일 예쁜 내 딸 OST Part.9》 |
| 2019년 | 34주차 | (종합) | 59위 | 〈내 인생의 봄처럼 꽃은 핀다〉 | 설하윤   | 《세상에서 제일 예쁜 내 딸 OST Part.9》 |
| 2019년 | 30주차 | (종합) | 29위 | 〈내 인생의 봄처럼 꽃은 핀다〉 | 설하윤   | 《세상에서 제일 예쁜 내 딸 OST Part.9》 |
| 2019년 | 19주차 | (종합) | 44위 | 〈Forever More〉               | 설하윤   | 《으라차차 와이키키 2 OST Part.7》      |

### 가온 뮤직차트 - Mobile(벨)
| 년도   | 주차   | 구분   | 순위 | 곡명           | 아티스트 | 앨범           |
| ------ | ------ | ------ | ---- | -------------- | -------- | -------------- |
| 2018년 | 20주차 | (종합) | 41위 | 〈눌러주세요〉 | 설하윤   | 《눌러주세요》 |

## 뉴스 보도
- 2021.01.08. MBN 《뉴스파이터》 뉴스파이터-차세대 '트로트 퀸'들의 롤 모델…누구? - 조정민/최진희, 설하윤/장윤정

## 기타
- 키 167cm, 체중 48kg, 혈액형은 B형이다.
- 별명 : 트로트계 설현, 군통령(군인들의 대통령), 행사의 여왕
- 특기 : 윙크
- 악기 : 피아노
- 좋아하는 색 : 보라색
- 위키백과 페이지뷰